# انتفاضة تتاربونيري
انتفاضة تتاربونيري (بالرومانية: Răscoala de la Tatarbunar) ثورة فلاحين تأثروا بالثورة البلشفية، وقعت في الفترة من 15 حتى 18 سبتمبر 1924 في مدينة تتاربونيري في بودياك (بيسارابيا)، التي كانت آنذاك جزءًا من رومانيا، وأصبحت الآن جزءًا من مقاطعة أوبلاست أوديسا في أوكرانيا. قادتها لجنة ثورية موالية للسوفييت، دعت إلى إنشاء جمهورية مولدوفا الاشتراكية السوفيتية وإنهاء «الاحتلال الروماني».
أشعل هذه الانتفاضة الشيوعيون من جميع أنحاء دنيستر، الذين عارضوا تأسيس رومانيا الكبرى، واعتبروا المولدوفيين شعبًا مميزًا (في وقت لاحق من ذلك العام، أُسست جمهورية اشتراكية سوفييتية مولدوفية مستقلة، تشبه ترانسنيستريا تقريبًا، داخل جمهورية أوكرانيا الاشتراكية السوفياتية).
حدثت انتفاضة تتاربونيري، وكذلك انتفاضتا خوتين وبيندر، في تلك المناطق التي حدثت فيها تغيرات سكانية ناجمة عن سياسة روسيا القيصرية في توطين أعداد كبيرة من الأوكرانيين والروس وغيرهم من الجنسيات في بيسارابيا. إلا أن الأستاذ الأمريكي والخبير في القضايا المولدوفية تشارلز كينغ يعتبر هذه الانتفاضة، إلى جانب تمردات أخرى مماثلة في جزيرة بيسارابيا المدارة من رومانيا، مثالًا على جاكيات حديثة. 

## خلفية

### العلاقات الرومانية السوفييتية
بعد الحرب العالمية الأولى، كانت العلاقات بين رومانيا وروسيا السوفيتية متوترة. منذ عام 1918، كانت هناك اجتماعات ثنائية عديدة بين الطرفين في كوبنهاغن، ووارسو، وجنوة، وأماكن أخرى، لكنهما لم يتوصلا إلى أي اتفاق.
رأى السوفيت أن بيسارابيا مقاطعة محتلة، واعتبروا قرار اتحادها مع رومانيا مفروضًا من الجيش الروماني المحتل. بالإضافة إلى ذلك، فقد ناقش المؤرخون من البلدين بشكل مكثف المعاهدة مع رومشيرود السوفيتية عام 1918، والتي كانت تقضي بانسحاب الجيش الروماني من جزيرة بيسارابيا، لكن البلدين لم يحترماها. جرى التشكيك في شرعية سفاتول تاري (مجلس الدولة)، رغم أن القرار الوحيد المتنازع عليه هو الاتحاد.
في ديسمبر 1923، اعتمد المؤتمر السادس للاتحاد الشيوعي البلقاني قرارًا يدين ما يسمى «الطبيعة التوسعية لرومانيا». اتُهمت الدولة الرومانية بأنها استغلت ضعف روسيا، وقامت عام 1918 بضم أجزاء كبيرة من الدول التي حققت مستويات سياسية، واقتصادية، وثقافية عالية، وبسبب ذلك: «خاضت الشعوب في بيسارابيا، وبوكوفينا، ودبروجة، وترانسيلفانيا معركة من أجل تقرير مصيرها». تشير الوثائق التي اعتمدها المؤتمر إلى أن السياسات الداخلية للدول البرجوازية في البلقان بعد الحرب العالمية الأولى عانت فشلًا ذريعًا، ومن أجل حل المشكلة اقترحوا حق تقرير المصير.